# Edeltraud Kuchtner
Edeltraud Maria Kuchtner (* 20. Dezember 1907 in München; † 20. Mai 2002) war eine deutsche Politikerin der CSU.

## Leben und Beruf
Nach dem Abitur auf dem Humanistischen Gymnasium studierte Kuchtner, die römisch-katholischen Glaubens ist, von 1926 bis 1930 Rechtswissenschaften und Volkswirtschaftslehre an der Ludwig-Maximilians-Universität in München. Nach dem Referendariat arbeitete sie von 1933 bis 1943 als juristische Sachbearbeiterin, zunächst in einer Rechtsanwaltskanzlei, später bei der Bayerischen Hypotheken und Wechselbank. Daneben studierte sie 1941/42 Betriebswirtschaftslehre an der Technischen Hochschule München. Nachdem viele Juristen im öffentlichen Dienst zum Kriegsdienst einberufen worden waren, wurde sie 1943 zur Stadtverwaltung dienstverpflichtet.
Nach dem Zweiten Weltkrieg wurde Kuchtner Rechtsrätin bei der Stadt München, 1949 wurde sie zur Oberrechtsrätin und 1953 zur Abteilungsleiterin befördert.

## Partei
Kuchtner schloss sich nach dem Zweiten Weltkrieg der CSU an. Seit 1949 war sie Vorstandsmitglied und juristische Beraterin der Arbeitsgemeinschaft der Frauen in der CSU.

## Abgeordnete
Dem Deutschen Bundestag gehörte Kuchtner von 1953 bis 1972 an.

## Ehrungen
- 1962: Bayerischer Verdienstorden
- 1972: Großes Verdienstkreuz der Bundesrepublik Deutschland

## Veröffentlichungen
- Die Stellung der Frau im neuen Eherecht, Rottenburg 1958 (mit Gertrude Heidick).

| Personendaten    | Personendaten                                  |
| ---------------- | ---------------------------------------------- |
| NAME             | Kuchtner, Edeltraud                            |
| ALTERNATIVNAMEN  | Kuchtner, Edeltraud Maria (vollständiger Name) |
| KURZBESCHREIBUNG | deutsche Politikerin (CSU), MdB                |
| GEBURTSDATUM     | 20. Dezember 1907                              |
| GEBURTSORT       | München                                        |
| STERBEDATUM      | 20. Mai 2002                                   |